# LEDA 54493
LEDA 54493은 뱀자리 방향으로 약 4억 9,000만 광년 떨어져 있는 막대나선은하이다. 에이벨 2052 은하단에 속한다.

## 같이 보기
메시에 109 : 큰곰자리에 위치한 또 다른 막대나선은하